# اضطراب وريدي
الاضطرابات الوريديَّة أو اضطرابات الوريد هي مجموعةٌ من الأمراض والاضطرابات التي تُصيب أوردة جهاز الدوران.
تشمل هذه الاضطرابات مجموعةً واسعةً، وتتضمن:
- الدوالي الوريديَّة
- الخثار الوريدي العميق
- التهاب الوريد الخثاري السطحي